# Ungdomshuset

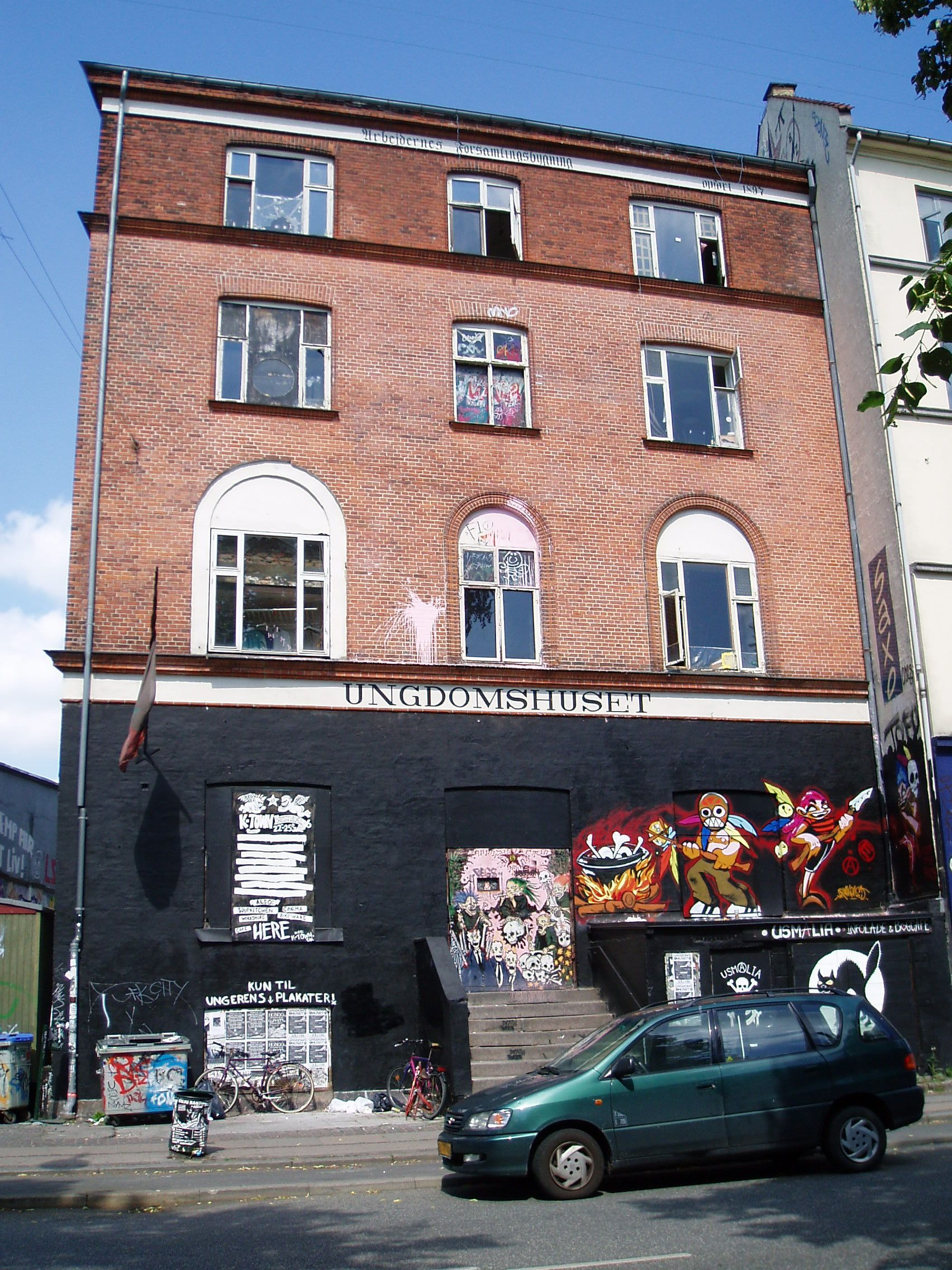
Fotografia della facciata dell'edificio

Ungdomshuset (letteralmente "Casa della Gioventù") era un edificio di Copenaghen in Jagtvej 69, nel quartiere Nørrebro. Edificio storico del movimento socialista, ospitò importanti eventi e personaggi di spicco della cultura socialista di fine '800 inizio '900. La Ungdomshuset passò poi alla ribalta come punto di ritrovo della cultura underground e di gruppi politici anarchici e di estrema sinistra dal 1982, anno dell'occupazione, fino al 2007, anno della sua demolizione.
Tale edificio fu al centro dell'interesse mediatico, per via del conflitto tra le pretese del Comune di Copenaghen e le istanze degli attivisti occupanti lo stabile, già dagli anni 90. Conflitto che si concluse nel marzo del 2007, quando la polizia iniziò le operazioni di sgombero (conclusesi con la demolizione dello stabile) che portarono all'inasprirsi del conflitto con duri scontri e manifestazioni da parte degli occupanti e di molti attivisti giunti in sostegno alla loro lotta per tutelare un edificio simbolo di chi si ribella.

## Storia

### Costruzione
La costruzione fu completata il 12 novembre 1897, con il nome di "Folkets Hus" (letteralmente: Casa del Popolo). La casa ebbe un ruolo fondamentale nel movimento operaio di Copenaghen. Sapendo che le organizzazioni di lavoratori non erano ben viste dalle autorità ed essendo spesso oggetto di rappresaglie da parte delle forze armate le organizzazioni costruirono dei loro "quartier generale". La Folkets Hus fu il quarto ad esser costruito.
Le manifestazioni, gli incontri e le conferenze erano organizzate all'interno della Folkets Hus, così che essa venne collegata alle manifestazioni contro la disoccupazione nel 1918 quando i lavoratori assaltarono la Danish Stock Exchange (Børsen).
Nel 1910, la Seconda Internazionale tenne una conferenza internazionale delle donne, durante la quale Clara Zetkin lanciò l'idea di una Giornata internazionale della donna. Lenin e Rosa Luxemburg passarono in questa abitazione.

### Dagli anni '50 agli anni '80
Durante gli anni '50 del 1900 la "Casa del Popolo" aveva ancora la principale attività nell'associazione e nell'unione del movimento operiao, persino pensando a tutti i tipi di attività che venivano svolte al suo interno, tra cui c'erano incontri di boxe e balli.
Diversi anni dopo Brugsen, una catena danese di cooperative-supermercati, comprò la Folkets Hus pianificando di demolire l'edificio per costruire un supermercato al suo posto. Ma questo fu impedito dalla rilevanza storica di tale edificio, Brugsen vendette il terreno al complesso musicale Tingluti nel 1978. In conseguenza dello scoppio dell'impianto idraulico il Tingluti non potendo permettersi il lusso di far riparare il danno vendette la terra al comune di Copenaghen al prezzo di DKK 700.000.
Nel 1982 la Folkets Hus fu assegnata a un gruppo di giovani - gli originari fondatori della Ungdomshuset — sebbene il comune di Copenaghen ne mantenesse ancora la proprietà. Proprio in quel periodo prese il suo nome corrente: Ungdomshuset, la "Casa dei Giovani". Nick Cave e Björk suonarono al suo interno. La casa era frequentata dalla gioventù della scena underground e raggiungeva più di 500 visitatori alla settimana.

### Anni 2000
Nel gennaio del 1996 Ungdomshuset fu devastata da un incendio e si scoprì che fu causato dalle condizioni di marcescenza in cui versava l'impianto. L'amministrazione comunale di Copenaghen pianificò una risistemazione dell'edificio per motivi di sicurezza ma incontrò la resistenza degli occupanti.
Nel 1999 l'edificio venne messo in vendita al miglior offerente dal Comune in seguito alla necessità di restaurare la costruzione e d'innanzi al rifiuto degli abitanti di pagare l'affitto pattuito inizialmente.
Questo incitò gli occupanti della Folkets Hus a installare un grande striscione sulla facciata con la scritta: "In vendita insieme a 500 autonomi, lanciatori di pietre, violenti psicopatici dall'inferno".
Malgrado questo avvertimento sinistro una compagnia "Human A/S" comprò nel Dicembre del 2000 l'edificio (sebbene la proprietà non passò di mano fino 2001) per venderlo a una setta cristiana indipendente detta "Faderhuset".
Nonostante ciò gli occupanti si rifiutarono di lasciare l'abitazione e continuarono ad usare la casa come se la transazione di proprietà non fosse avvenuta rifiutando di far entrare i nuovi proprietari. Tuttavia la demolizione dell'edificio iniziò alle 8 di mattina del 5 marzo 2007.